# جیمز روبین
جیمز روبین (به انگلیسی: James Rubin) دیپلمات و روزنامه‌نگار آمریکایی است که در دولت کلینتون از ۱۹۹۷ تا ۲۰۰۰ به عنوان دستیار امور عمومی وزیر امور خارجه آمریکا فعالیت کرد. او ستون ثابتی در زمینهٔ امور خارجه در ساندی تایمز می‌نویسد و از دبیران نیو ریپابلیک است که به‌طور منظم در آن در زمینه امور خارجه می‌نویسد. او دانشور مدعو مؤسسه رادرمور آمریکا در دانشگاه آکسفورد بوده‌است.
روبین مدتی در اسکای نیوز برنامه‌ای با عنوان ورلد نیوز تونایت داشت. در سال ۲۰۱۳، او به همراه همسرش کریستیان امان‌پور، مجری و خبرنگار ارشد بین‌المللی سی‌ان‌ان و پسر نوجوانشان از نیویورک به‌طور دائم به لندن در انگلستان نقل مکان کردند.